# Arrondissement de Miesbach
L'arrondissement de Miesbach est un arrondissement (Landkreis en allemand) de Bavière (Allemagne) situé dans le district (Regierungsbezirk en allemand) de Haute-Bavière.
Son chef-lieu est Miesbach.

## Villes, communes & communautés d'administration
(nombre d'habitants en 2006)
| Städte 1. Miesbach (11 176) 2. Tegernsee (3 989) Märkte 1. Holzkirchen (15 206) 2. Schliersee (6 467) | Gemeinden 1. Bad Wiessee (4 604) 2. Bayrischzell (1 621) 3. Fischbachau (5 556) 4. Gmund am Tegernsee (6 083) 5. Hausham (8 203) 6. Irschenberg (3 051) 7. Kreuth (3 891) | 1. Otterfing (4 408) 2. Rottach-Egern (5 390) 3. Valley (2 970) 4. Waakirchen (5 558) 5. Warngau (3 691) 6. Weyarn (3 364) |